# Кубинский трогон
Кубинский трогон, токороро (лат. Priotelus temnurus), — вид птиц семейства трогоновых. Национальная птица Кубы. Её оперение красного, синего и белого цвета соответствует цветам кубинского государственного флага. Эндемик Кубы и острова Хувентуд.

## Описание
Кубинский трогон достигает длины от 25 до 28 см. Самец и самка имеют схожую окраску оперения. Голова в отличие от похожего розовобрюхого трогона (Priotelus roseigaster) сине-фиолетового цвета, горло белое. Короткий и широкий клюв сверху тёмный, а снизу красноватого цвета. Грудь матово-серая, брюхо красного цвета. Спина зелёная, причём на крыльях имеются броские белые полосы и пятна. Хвост длинный, на конце зазубренный, на нижней стороне преимущественно белый.
Пение состоит из часто повторяющихся звуков «ток-коро» или «ток-ко-лоро».

## Образ жизни
Вид обитает в сухих и влажных, предпочтительно тенистых лесах высокогорий. Гнездится в дуплах деревьев. В кладке 3–4 белых яйца.

## Подвиды
Описаны два подвида:
- Priotelus temnurus temnurus (Temminck, 1825)
- Priotelus temnurus vescus Bangs & Zappey, 1905